# Середина мира (мифология)

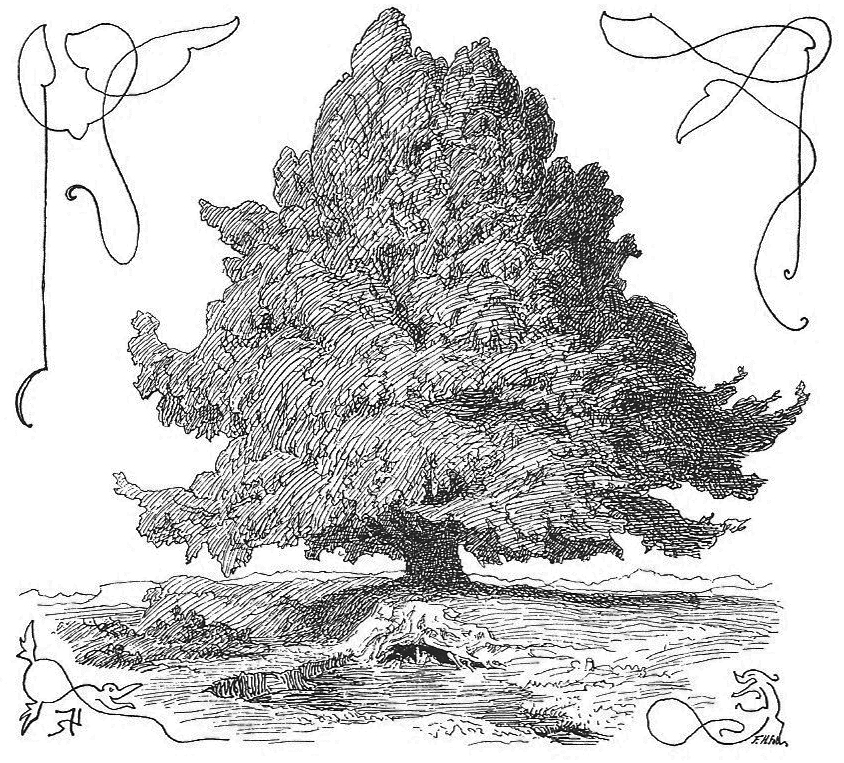
Мировое древо, наиболее распространённая репрезентация середины мира. Иггдрасиль, Лоренц Фрёлих

Середина мира — в мифологии центральная часть вселенной, одна из категорий моделирования пространства в большинстве мифологических систем. Через объект, представляющий собой середину мира, проходит мировая ось (axis mundi).

## Репрезентации
Самой распространённой репрезентацией середины мира является мировое древо. Также середина мира может представляться в виде очага и огня вообще, колодца, алтаря, жертвенного столба, царского трона, солнца или иного астрономического тела, почитаемого в качестве божества, а также сакрализованных предметов, связываемых с идеей центра, например, омфал Дельфийского храма — пуп земли.

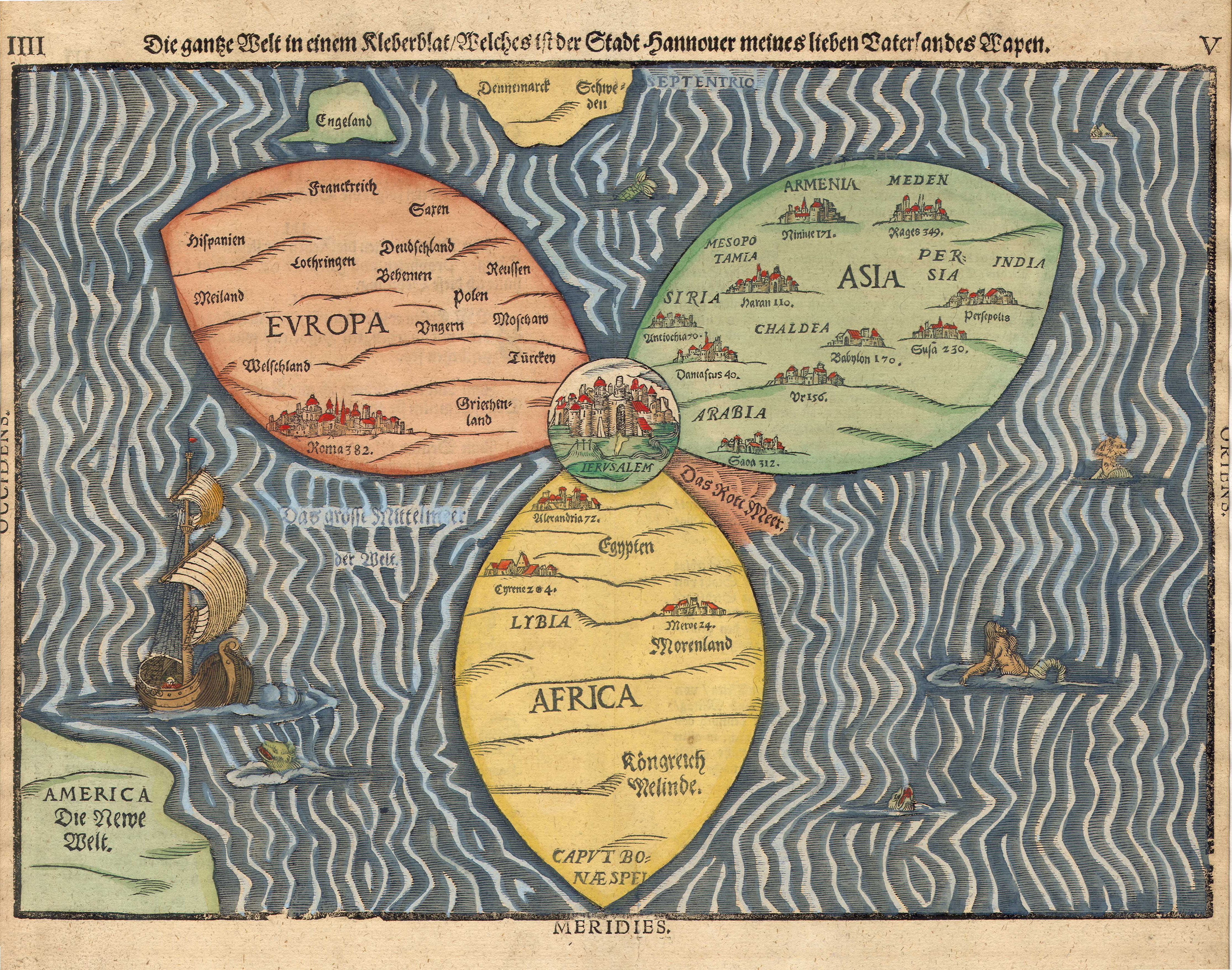
Иерусалим как центр мира. Карта Бантинга, Генрих Бантинг, 1581

Согласно истории об Авимелехе из библейской Книги Судей (Суд. 9:37) Пуп Земли — это топоним около города Сихема, возможно одна из священных гор, Гризим. В Талмуде Камень Основания (или Краеугольный камень) Храмовой горы, на котором располагался Иерусалимский храм, считается краеугольным камнем мироздания, поскольку именно с него Бог начал сотворение мира. В христианстве серединой земли, Пупом Земли, считается Иерусалим, согласно псалму: «Боже, Царь мой от века, устрояющий спасение посреди земли!» (Пс. 73:12), а также словам пророка Иезекииля: «Так говорит Господь Бог: это Иерусалим! Я поставил его среди народов, и вокруг него — земли» (Иез. 5:5). В самом же Иерусалиме стали указывать Пуп Земли напротив входа в пещеру Гроба Господня. Это место сделалось символическим христианским центром Земли, местом спасения всего человечества.

## Космогонические мифы
В мифопоэтическом сознании пространство и время не гомогенны. Высшей ценностью (максимум сакральности) обладает та точка в пространстве и времени, где совершился акт творения — центр мира (середина мира), и «в начале» — само время творения (мифическое время). Космогонические представления связаны с этими координатами, которые задают схему развёртывания всего, что есть в пространстве и времени, организуют весь пространственно-временной континуум. Ритуал (особенно календарный и прежде всего основной — годовой, отмечающий переход от старого года к новому) также соотнесён с ними. Ритуальный годовой праздник в своей структуре воспроизводит порубежную кризисную ситуацию, когда из хаоса возникает космос.

## Космография
Для древней космографии характерно помещение обитаемого пространства в середине вселенной — средняя земля, эддический Мидгард и др. Вокруг находится область неупорядоченного — на краю земли живут великаны или иные хтонические существа. Вариантом такого деления пространства может считаться распространённое представление о воде, окружающей обитаемую сушу (мифологический мировой океан), поскольку вода в большинстве мифологий обычно связана с первоначальным хаосом, некой предвечной субстанцией.

## Функции
Середина мира выполняет гармонизирующую роль во вселенной. Мифологические предметы, ассоциирующиеся с центром мира (древо, очаг, алтарь, трон и др.), и соответствующие мифологические персонажи (Гестия, Аполлон Дельфийский, Один, принёсший себя в жертву на мировом древе, и др.) или жрецы (пифия в Дельфах, камлающий у дерева шаман) выполняют социальную, культовую, информативную и др. регуляцию коллектива. Солнце руководит гармонией небесных сфер. Дельфы руководят всей Элладой в области культа, а часто также светского законодательства. В центре вселенной в древнегреческой мифологии помещается божество необходимости Ананке, управляющее судьбами. Шаман устанавливает согласие между миром людей и миром духов. По древнекитайским представлениям, над всеми племенами и народами господствует император «Срединной империи», отчасти поэтому так и называемой. «Встань в середине корабля», — советует пифия Солону, который собирается дать новые законы афинянам. В данном случае середина синонимична справедливости, необходимой для законодателя.
Середина как гармонизирующий элемент есть источник порядка и чистоты. В то же время, центр — не только источник космической гармонии, но и эмбрион вселенной, зародыш мира. Середина как порождающий элемент предстаёт как носитель порядка и чистоты. Отсюда представления о срединном местоположении первоначального рая, о постепенной порче вселенной по мере её удаления от центра, отождествление периферии с хаосом, а также идеализация «срединных» категорий, распространённая в архаической, а зачастую и в современной моральной философии. Яркий пример такой идеализации — античная концепция «золотой середины», а также некоторые этические теории Древнего Китая о «срединном пути».
Понятия и категории, связанные с идеей гармонизирующего центра, получили наибольшую разработку именно в античной Греции, где сам термин «середина» зачастую был синонимичен понятию «блага», например, в «Политике» Аристотеля.
Мифологическая концепция центра является одним из источников эстетики симметрии, весьма распространённой в различных культурах, а также философских осмыслений симметрии. Согласно гипотезе (Ж.-П. Вернана), сакрализация пифагорейцами нечётных чисел связана с наличием у них «середины» (остатка после деления на два) и, следовательно, их ролью в выражении или поддержании мировой симметрии.

## Середина мезокосма
В мифологической модели мира категория середины дробится, поскольку каждый сакрализованный мезокосм (страна, город, дом и др.) имеет свой особый центр, для каждого конкретного ритуала — единственный, и в то же время выступающий в качестве ипостаси «космической середины», мировой оси. Центр изоморфного космосу дома — очаг, иногда столб, подпирающий крышу, около которого и совершаются домашние обряды. Так, у римлян и индейцев обведение жениха и невесты вокруг очага — центральный элемент свадебного ритуала. Центр города или деревни — как правило, уже не очаг, а храм с алтарём главного местного божества. Для участников свадьбы, вслед за этим отправляющих какой-либо общинный ритуал, домашний очаг как образ центра мира становится неактуальным, но актуализируется центр общинного мезокосма — храм. Ярким примером является греческий культ Гестии, богини священного огня, обычно не антропоморфной, а представляемой именно в качестве жертвенника. Культ Гестии был и домашним, и городским — «общая Гестия», и панэллинским — «общая Гестия» всех греков находилась в Дельфах, которые считались «сердцем Эллады» и серединой земли, что отражено во многих мифологических текстах. В греческой космологии с её чётко выраженным геоцентризмом «Гестией богов», абсолютным центром мира, была земля. Были весьма распространены пифагорейские представления о «космической Гестии», мировом очаге, вокруг которого вращаются планетные сферы.

## См.также
- Пуп земли